# Chronologie des Jeux olympiques antiques
Chronologie du sport
- Sport dans l'Égypte antique - Chronologie des Jeux olympiques antiques - Chronologie du sport dans la Rome antique

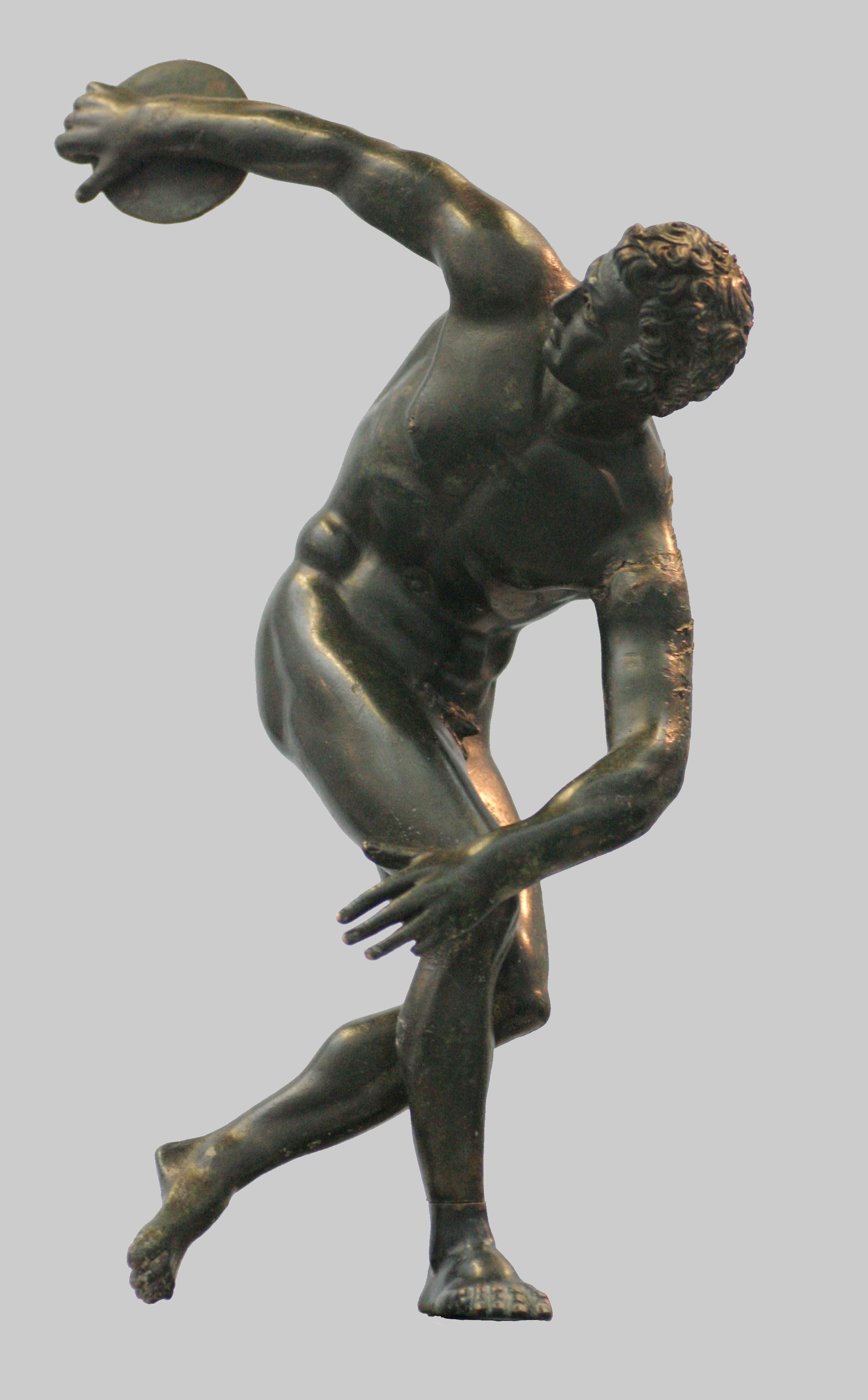
Statuette romaine en bronze du Discobole de Myron,

La chronologie fidèle des Jeux antiques, étalés de 776 av. J.-C. à 393 apr. J.-C. (date où l'empereur Théodose Ier proclame d'autorité la fermeture des lieux impies et l'arrêt de tous les jeux pratiqués) a été fidèlement rapportée par la liste de Hippias, qui indique le nom exact des athlètes vainqueurs. Leur renommée et leurs exploits sont précisés par les Odes de Pindare (poète grec, 518-438 av. J.-C.).

## Années Avant J.-C.

### Années 1500 à 900 av. J.-C.
- 1500 av. J.-C. : bas-reliefs crétois attestant de la pratique sportive : lutte, course et combat contre taureaux notamment. Certains historiens[Lesquels ?] considèrent que les Crétois débarquèrent dès cette période à Olympie où ils érigèrent un stade et y disputèrent des courses à pied.

### Années 899 à 800 av. J.-C.
- 884 av. J.-C. : légende faisant état d'une peste ravageant la Grèce. Iphitos, roi d'Élide, consulte la Pythie à Delphes qui lui conseille d’organiser des Jeux olympiques afin d’apaiser la colère des dieux[1].

### Années 799 à 700 av. J.-C.
- 776 av. J.-C. : selon Hésiode, repris par Pierre de Coubertin, fondation des Jeux olympiques. C’est l’an 1 du calendrier grec adopté en 260 av. J.-C.. Les Jeux olympiques sont les plus prestigieux, mais près de 300 compétitions du même type voient le jour par la suite : les Jeux Pythiques, les Jeux Néméens, les Panathénées et les Jeux Isthmiques notamment. Ces compétitions sont exclusivement réservées aux hommes et les femmes sont même interdites d'assister aux épreuves. Les femmes possèdent leurs jeux qui ont également lieu tous les quatre ans, généralement au mois de septembre sur le site d’Olympie, quinze jours après ceux réservés aux hommes : les Jeux Héréens.
- 776 av. J.-C. : Corèbe d'Élis est champion olympique de la course pédestre du stadion d'une longueur d'un stade (environ 192 m).
- 752 av. J.-C. : à partir de la septième olympiade, le champion olympique reçoit une couronne d’olivier sauvage, un ruban de laine rouge, la tænia, et une branche de palmier. Dioclès de Messène est le premier champion olympique honoré ainsi.
- 752 av. J.-C./736 av. J.-C. : les Messéniens accumulent les victoires aux Jeux olympiques. Après l’annexion de la Messénie par Sparte, les Messéniens ne participent plus aux Jeux.
- 724 av. J.-C. : le diaulos, course pédestre du double stade (environ 384,5 m), fait son apparition au programme des Jeux olympiques. Hypnos remporte le premier titre olympique de cette discipline[1].
- 720 av. J.-C. : le dolichos, course pédestre de fond de 24 stades (environ 4 600 m), fait son apparition au programme de Jeux olympiques. Akhantos de Sparte remporte le premier titre olympique de cette discipline.
- 720 av. J.-C. : première victoire d’un athlète de Sparte aux Jeux olympiques. De 720 av. J.-C. à 576 av. J.-C., sur 81 champions olympiques, 46 Spartiates sont couronnés.
- 720 av. J.-C. : selon la légende, Orhippos de Mégare (ou Akhantos de Sparte) est le premier athlète à se présenter nu aux Jeux olympiques. Il perd en fait son pagne en pleine course, mais remporte toutefois l’épreuve. À la suite de ce « signe des dieux », les Grecs adoptèrent la nudité pour les athlètes. D’autres sources suggèrent que les Spartiates sont à l’origine de cette évolution.
- 708 av. J.-C. : le pentathlon (disque, javelot, saut en longueur, course et lutte) et la lutte font leur apparition au programme des Jeux olympiques. Lampis remporte le premier titre olympique de pentathlon. Eurybatos de Sparte remporte le premier titre en lutte. Le lancer de javelot était présent sous deux formes : lancement à une cible et à une distance jetant à l'aide d'une bride. Le javelot initial était fait de bois d'olivier. Il mesurait entre 2,30 m et 2,40 m et pesait environ 400 grammes[1].

### Années 699 à 600 av. J.-C.
- 688 av. J.-C. : le pugilat fait son apparition au programme des Jeux olympiques. Onomaste remporte le premier titre olympique de cette discipline[1].
- 680 av. J.-C. : les courses de quadriges (chars à quatre chevaux) sont introduites au programme des Jeux olympiques. Pagondas remporte le premier titre olympique de cette discipline reine[1].
- 648 av. J.-C. : le pancrace (sport de combat mélangeant boxe et lutte) et les courses de chevaux montés font leur apparition au programme des Jeux olympiques. Lygdamis remporte le premier titre olympique de pancrace ; Crauxidas celui de la course hippique[1].
- 632 av. J.-C. : des épreuves réservées aux juniors (course et lutte) sont introduites au programme des Jeux olympiques. Hipposthènes de Lacédémone s'impose chez les juniors en lutte. Devenu adulte, il ajoutera cinq autres victoires à son palmarès : en 624, 620, 616, 612 et 608. Puis c'est son propre fils Hetoimokles qui remportera les couronnes en lutte : en 604 chez les juniors, 600, 596, 592 et 588 chez les adultes (portant le total de la famille à onze).
- 628 av. J.-C. : pentathlon réservé aux juniors introduit au programme des Jeux olympiques[1].

### Années 599 à 500 av. J.-C.
- 588 av. J.-C. : première victoire olympique pour un athlète de la cité de Crotone.
- 586 av. J.-C. : renouveau à Delphes des Jeux Pythiques qui se disputent désormais tous les quatre ans, contre une fois tous les huit ou neuf ans précédemment. Afin de lancer efficacement ce nouveau grand rendez-vous sportif grec, les champions de cette première édition des nouveaux jeux Pythiques reçoivent des récompenses considérables.
- 582 av. J.-C. : parfaitement lancé par une édition grandiose, les organisateurs des Jeux Pythiques peuvent désormais se contenter d’offrir aux vainqueurs une simple couronne de laurier. Très vite, la renommée de ces jeux égale celle des fameux Jeux olympiques.
- 581 av. J.-C. : à Corinthe, les Jeux Isthmiques, fondés selon la légende par Thésée, se disputent désormais un an sur deux contre une fois tous les quatre ans précédemment. Une couronne de pin est remise aux vainqueurs de ces jeux.
- 580 av. J.-C. : à Athènes, Solon promulgue une loi précisant que chaque vainqueur olympique athénien recevra 500 drachmes. Cette mesure qui vise à motiver les sportifs athéniens officialise le professionnalisme déjà largement répandu dans toute la Grèce. La monnaie est une innovation vieille de moins d’un siècle… Les cités se montrent ainsi plus généreuses les unes que les autres, couvrant d’or et d’honneurs les champions qui portaient haut leurs couleurs. Les transferts d’athlètes d’une cité à l’autre se généralisent à cette période… à la plus grande colère des citoyens — supporters qui manifestent, parfois très violemment, leur mécontentement face à ces authentiques trahisons…
- 572 av. J.-C. : Elis, aidé par Sparte, écrase Pise qui contrôlait jusque-là le site d’Olympie.
- 573 av. J.-C. : première édition des Jeux Néméens à Némée, village dépendant de la cité de Cléones. Ces compétitions ont lieu tous les deux ans. Une couronne de céleri est remise aux vainqueurs de ces jeux. Le calendrier des quatre grands rendez-vous sportifs grecs est complet : Jeux olympiques, Jeux Pythiques, Jeux Néméens et Jeux Isthmiques. Un athlète qui parvient à remporter les titres dans ces quatre rendez-vous reçoit le titre de periodonikès. Derrière ces épreuves de Grand Chelem, il existe plusieurs centaines de compétitions plus modestes à travers toute la Grèce.
- 566 av. J.-C. ou 565 av. J.-C. : première édition des Jeux Panathénées à Athènes.
- 540 av. J.-C. : premier titre olympique de lutte pour Milon de Crotone en juniors.
- 532 av. J.-C. : premier titre olympique senior pour Milon de Crotone en lutte. Élève de Pythagore, cet athlète emblématique des Jeux olympiques de l’Antiquité parvient ensuite à conserver sa couronne en lutte à l’occasion des quatre Jeux olympiques suivants, portant ainsi à six le nombre de ses victoires olympiques !
- 520 av. J.-C. : la course d’hoplites (course pédestre en tenue militaire et en armes) fait son apparition au programme des Jeux olympiques. Cette épreuve, appelée « hoplitodromos », clôture les jeux. Le programme des Jeux olympiques est désormais complet : courses à pied, lancers, pentathlon, lutte, pugilat, pancrace, courses de chars et courses montées.
- 516 av. J.-C. : Milon de Crotone décroche son 6e titre olympique de lutte. À ce palmarès qui fait de lui le plus célèbre lutteur de l’histoire, il convient d’ajouter 7 titres aux Jeux Pythiques, 9 titres aux Jeux Néméens et 10 titres aux Jeux Isthmiques.
- 512 av. J.-C. : Milon de Crotone est battu en finale de la lutte à l’occasion des Jeux olympiques par Timasithéos de Crotone. Phanas de Pellene est le 1er vainqueur de trois épreuves en une seule olympiade lors de cette 67e édition.
- 500 av. J.-C. : première mention en Grèce du jeu de balle Sphairistica. C‘est une forme ancienne du jeu de paume.

### Années 499 à 400 av. J.-C.
- 488 av. J.-C. : Astylos de Crotone est double champion olympique (stade et diaulos). Après ce triomphe, il s’engage à défendre dès les Jeux olympiques suivants les couleurs de la cité de Syracuse[2].
- 480 av. J.-C. : Théagène de Thasos est champion olympique de boxe.
- 476 av. J.-C. : Théagène de Thasos est champion olympique de pancrace. Hiéron Ier champion olympique de quadrige.
- 476 av. J.-C. : Hiéron de Syracuse est champion olympique de course hippique montée sur Phérénicos. Le poète Pindare lui consacre son premier grand poème. Les courses hippiques montées et attelées sont pratiquées chez les Grecs tandis que les Romains se contentent de courses attelées.
- 464 av. J.-C. : Diagoras de Rhodes est champion olympique de boxe. Diagoras, dont les enfants et les petits-enfants seront également champions olympiques, incarne toutes les qualités de l’athlète. Le poète Pindare lui dédie une ode.
- 464 av. J.-C. : Xénophon de Corinthe est double champion olympique (stade et pentathlon).
- 431 av. J.-C./404 av. J.-C. : guerre du Péloponnèse ; Sparte est provisoirement exclue des Jeux olympiques en 420 av. J.-C..
- 420 av. J.-C. : Alcibiade champion olympique de quadrige.
- 416 av. J.-C. : Alcibiade à nouveau champion olympique de quadrige.
- 408 av. J.-C. : Polydamas de Scotoussa est champion olympique de pancrace. Cet athlète jouit d’une grande renommée.

### Années 399 à 300 av. J.-C.
- 396 av. J.-C. : en tant que propriétaire de l’attelage, Kyniska, princesse de Sparte, remporte le titre olympique de la course de chars. Elle ne peut toutefois pas aller chercher son prix[3]…
- 388 av. J.-C. : institution du serment aux Jeux olympiques. De nombreux cas de tricherie de toutes sortes sont enregistrées depuis longtemps déjà... Du dopage à la corruption des arbitres ou des adversaires, les Jeux olympiques n'échappent pas aux dérives liées aux enjeux.

Le serment olympique :
- - I. Être sujet hellène libre, ni esclave, ni métèque.
  - II. N'être ni repris de justice, ni d’une moralité douteuse.
  - III. S’inscrire à l’avance au stage d’un mois du gymnase d’Ellis.
  - IV. Tout retardataire sera hors concours.
  - V. Interdiction aux femmes mariées d’assister aux jeux ou de se montrer dans l’Altis sous peine d’être précipitées du rocher du Typaion.
  - VI. Pendant les exercices, les maîtres (entraîneurs) des athlètes devront être parqués et nus.
  - VII. Défense de tuer son adversaire ou de chercher à le tuer.
  - VIII. Défense de le pousser hors des limites.
  - IX. Défense de l’intimider.
  - X. Toute corruption d’arbitre ou d’adversaire sera punie du fouet.
  - XI. Tout concurrent contre lequel ne se présentera pas l’adversaire désigné sera déclaré vainqueur.
  - XII. Défense aux concurrents de manifester contre le public ou contre les juges.
  - XIII. Tout concurrent mécontent d'une décision peut en appeler au Sénat contre les arbitres : ceux-ci seront punis ou leur décision annulée si elle est jugée erronée.
  - XIV. Sera hors concours tout membre du Collège des Juges.
- 384 av. J.-C. : le Crétois Sotades remporte la course du dolichoss aux Jeux olympiques. Après ce triomphe, il s’engage avec Éphèse dont il défend les couleurs à l’occasion des Jeux olympiques suivants provoquant la colère des Crétois…
- 364 av. J.-C. : la trêve sacrée des Jeux olympiques est violée. Les Arcadiens s’emparent d’Olympie.
- 356 av. J.-C. : Philippe II de Macédoine est champion olympique de quadrige.
- 340 av. J.-C. : Philippe II de Macédoine fait ériger à Philippopolis (Thrace) un monumental stade en marbre blanc. Les Jeux Pythiques s’y tiennent tous les quatre ans.
- 333 av. J.-C. : Alexandre le Grand est nommé général en chef de tous les Grecs à l'occasion des Jeux Isthmiques (Corinthe).
- 332 av. J.-C. : Athènes provisoirement exclue des Jeux olympiques. Un de ses athlètes, Callippos, est convaincu de tricherie et se voit infliger une amende. Callippos est insolvable et sa cité doit payer son amende ; Athènes refuse et est provisoirement exclue des Jeux[4] !

### Années 299 à 200 av. J.-C.
- 210 av. J.-C. : la trêve sacrée des Jeux olympiques est violée. Olympie est pillée sous le règne du tyran spartiate Machanidas.

### Années 199 à 100 av. J.-C.
- 164 av. J.-C. : Léonidas de Rhodes remporte trois titres à l’occasion des Jeux olympiques : la course du stade, le double stade et la course d’hoplites. Léonidas entre dans la légende en renouvelant ses victoires à l’occasion des trois jeux suivants, coiffant ainsi pas moins de 12 couronnes olympiques ! Il est quasi-déifié, grâce aux 154e, 155e, 156e et 157e olympiades (164, 160, 156 et 152 av. J.-C.).
- 146 av. J.-C. : les Romains participent désormais aux Jeux olympiques.

### Années 99 à 1 av. J.-C.
- 26 octobre/1er novembre 80 av. J.-C. : les Jeux olympiques sont tronqués par l'organisation à Rome de jeux à la mode grecque voulus par le consul Sylla. Les athlètes professionnels grecs préfèrent en effet aller courir le cachet à Rome où Sylla n’a pas lésiné sur les montants des primes afin de proposer un meilleur spectacle. Les sports dits « grecs », essentiellement l’athlétisme, connaissent un certain succès à Rome mais ne parviennent pas à s’exporter ailleurs dans l’Empire.

## Années Après J.-C.

### Années 1 à 299
- 1 : le futur empereur Tibère est champion olympique de course de chars (quadrige).
- 49 : Melankomas de Caria est champion olympique de pugilat. C’est l’unique couronne olympique pour ce pugiliste qui meurt très jeune. Malgré cette carrière très brève, son nom reste fameux en raison de son talent incomparable pour la pratique du pugilat.
- 67 : Néron, authentique passionné de sports n'hésitant pas à prendre part lui-même aux courses de chars, est sacré champion olympique de la course de quadrige. Cette victoire est en fait achetée par l'empereur romain qui est le seul participant à l'épreuve avec un attelage de 10 chevaux[5]. Cette victoire très controversée fut par la suite rayée des palmarès.
- à une date inconnu Dionysos d'Alexandrie est le dernier vainqueur du stadion dont le nom nous est parvenu.[Quand ?]

### Années 300 à 399
- 369 : dernière édition connue des Jeux olympiques. Il est toutefois fort probable que les compétitions eurent lieu jusqu’en 393, inclus.
- 394 : sous la pression de la morale chrétienne (saint Ambroise, évêque de Milan, notamment), désormais religion officielle de l’Empire Romain, l’empereur romain Théodose Ier abolit les Jeux olympiques. Sur 4 237 champions olympiques honorés en 1 168 ans, seulement 921 sont connus aujourd’hui, soit 21 %. Taxé de paganisme, le sport, pilier de la civilisation grecque antique, est sacrifié sur l’autel du christianisme. Il faut attendre l’extrême fin du XIXe siècle pour assister à une réconciliation entre sport et christianisme en Occident.
- 395 : les Goths pillent Olympie.

### Années 400 à 499
- 426 : l’empereur romain d’Orient Théodose II fait incendier les installations d’Olympie.